# Chiesa di San Lucifero
La chiesa di San Lucifero è un luogo di culto di Cagliari, sede della parrocchia della Beata Vergine del Rimedio. Il tempio sorge in via San Lucifero, a breve distanza dalla basilica di San Saturnino, nel quartiere Villanova.

## Storia
L'area in cui sorgono la chiesa di San Lucifero e la basilica di San Saturnino venne utilizzata come necropoli in epoca paleocristiana. Nel primo quarto del XVII secolo quest'area fu oggetto di scavi, allo scopo di riportare alla luce le reliquie dei santi, particolarmente dei martiri, che si riteneva vi fossero sepolti. L'operazione si svolse in seguito alla disputa tra gli arcivescovi di Cagliari e Sassari, ciascuno dei quali rivendicava per sé il titolo di Primate di Sardegna e Corsica. Si pensò quindi di stabilire la maggior dignità e prestigio di una sede rispetto all'altra, misurandola secondo il numero di "corpi santi" (reliquie di martiri o presunte tali) che si sarebbe riusciti a rinvenire nelle antiche necropoli dei territori delle rispettive diocesi.
A Cagliari, nell'area di San Saturnino, si portarono alla luce numerosi resti umani che, attribuiti a diversi santi martiri (a questo proposito è bene ricordare che la sigla B.M., presente nelle epigrafi funerarie delle tombe rinvenute, veniva sistematicamente interpretata come le iniziali di Beatus Martir, mentre Bonae Memoriae era un'altra interpretazione della sigla), vennero solennemente traslati nel santuario dei Martiri, la cripta appositamente scavata sotto il presbiterio del duomo di Cagliari. 
Tra le reliquie vi erano anche quelle attribuite a san Saturnino martire, patrono di Cagliari e quelle di san Lucifero. Queste ultime furono rinvenute nel 1623 in un sarcofago, all'interno di un antico sacello, che oggi, insieme ad altri due ambienti ipogeici, costituisce la cripta dell'attuale chiesa dedicata al santo vescovo. Le due iscrizioni ritrovate insieme al sarcofago, Hic iacet BM Lucif Crus Arcepis Callaritanus Primarius Sardine et Corice.ca fl s r me eclesiae que vixit.annis LXXXI.K.Die XX Mai e A. Llucifer Epp (custodite anch'esse nel Santuario dei Martiri), sembrarono non lasciare dubbi sull'identità del personaggio sepolto nel sacello.

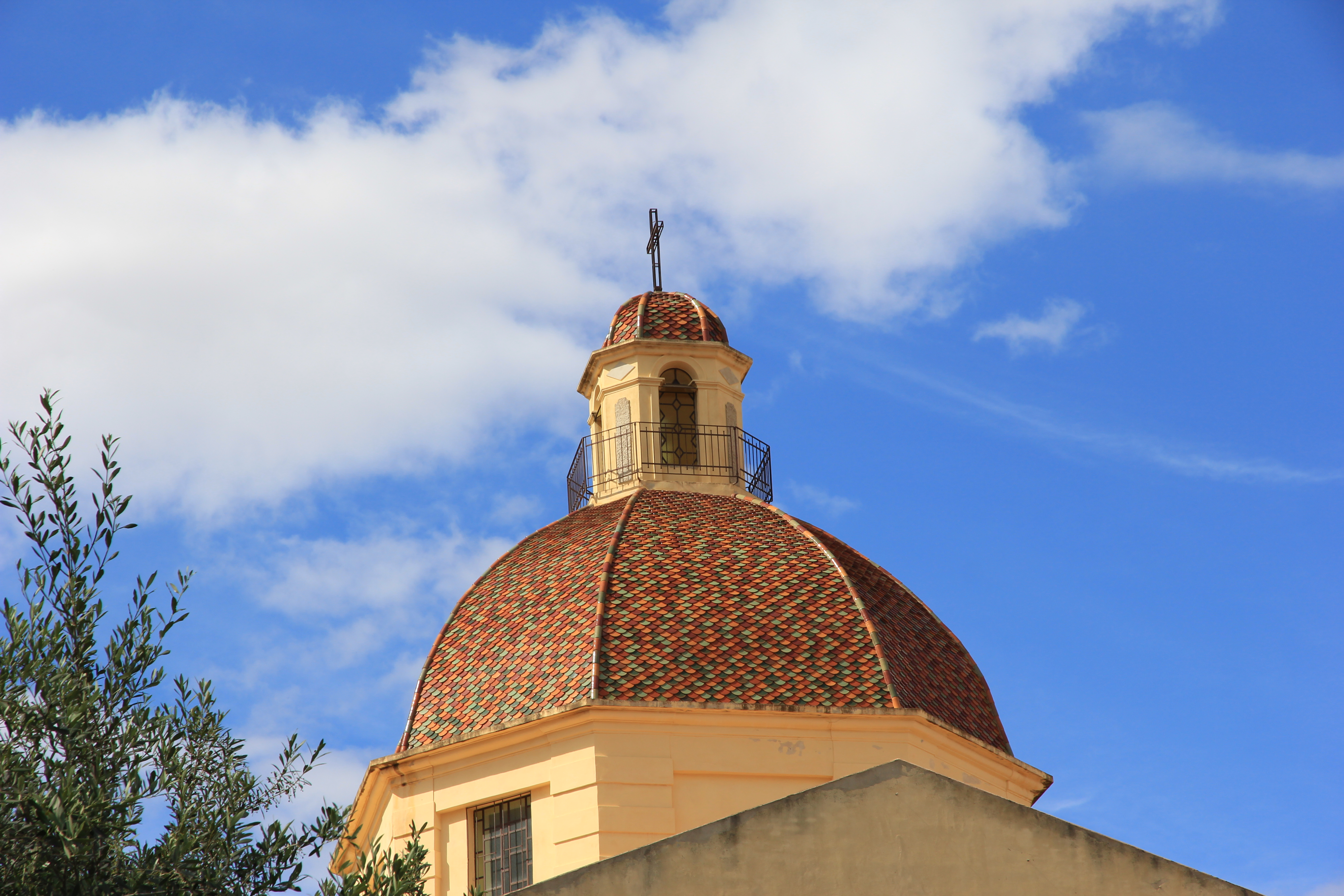
La cupola

La chiesa di San Lucifero venne eretta tra il 1646 e il 1682, a spese della Municipalità di Cagliari, sopra quello che si ritenne essere il luogo di sepoltura del santo, in zona all'epoca campestre.
L'edificio si ispira alla cattedrale della città, per quanto riguarda la pianta, a croce latina, l'alta cupola e il presbiterio sopraelevato, sotto il quale si trova la cripta. Lo stile impiegato nella costruzione fu il tardo manierismo.

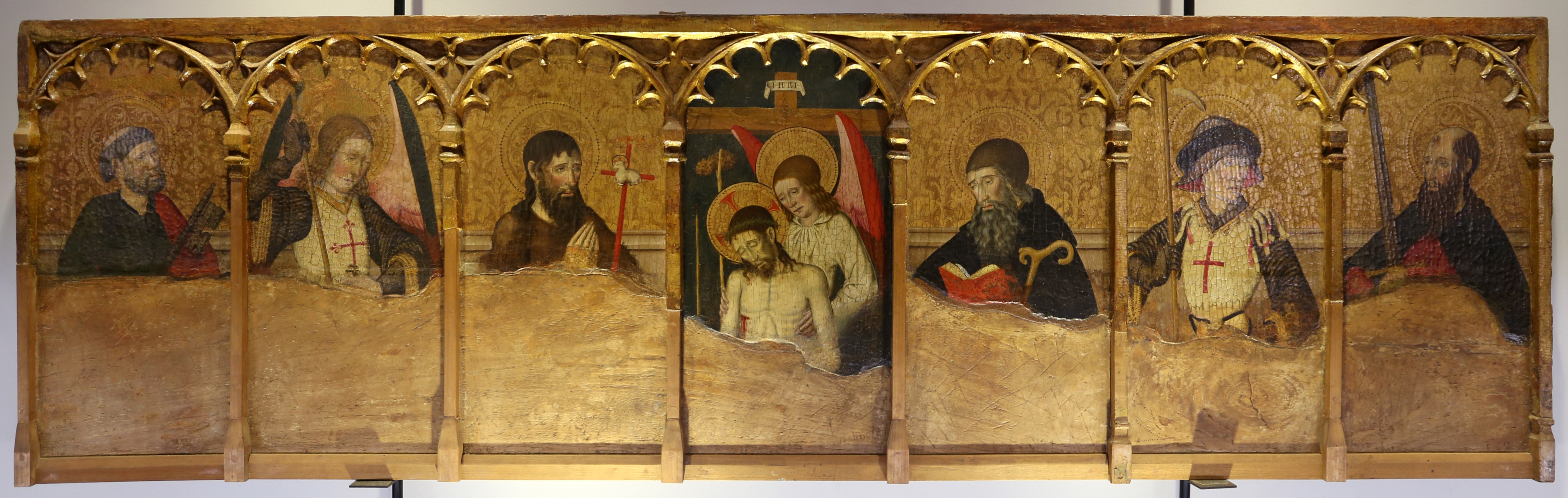
Predella dalla chiesa di San Lucifero, Pinacoteca nazionale (Cagliari)

Tra il 1693 e il 1767, la chiesa con l'annesso convento e collegio erano retti dai frati domenicani. Successivamente il complesso passò ai trinitari, provenienti dalla loro antica sede, la chiesa di San Bardilio, che rimasero a San Lucifero sino al 1803. Nel 1826 Carlo Felice volle che il complesso fosse adibito a ospizio dei poveri, successivamente trasformato in orfanotrofio. Tuttavia, nel 1861 la chiesa e il convento, abbandonati, si presentano agli occhi di Giovanni Spano in stato di degrado. Nel 1891, l'arcivescovo Francesco Gregorio Barchialla, vista l'estensione del quartiere Villanova, eresse la chiesa di San Lucifero a parrocchia succursale della collegiata di San Giacomo. L'ospizio invece, dal 1907, divenne sede della regia scuola industriale, che esiste ancora col nome di "istituto tecnico industriale".
Nel 1924, l'arcivescovo Ernesto Maria Piovella eresse la parrocchia autonoma, intitolata alla Beata Vergine del Rimedio, con sede nella chiesa di San Lucifero. Il primo parroco fu don Mosè Farci, che resse la comunità fino al 1957.

## Descrizione
La chiesa di San Lucifero presenta la facciata, a coronamento orizzontale, divisa in due livelli per mezzo di una cornice, retta da due paraste angolari con capitelli ionici. Nel livello superiore si trovano un oculo e due aperture rettangolari, mentre nel livello inferiore si apre il portale, completato nel 1692, che si presenta incorniciato da due colonne di spoglio, di granito, sormontato da una cornice con volute curve ai lati. Al centro campeggia lo stemma della città. Posati sulle volute, ai lati dello stemma, sono le statue di due cani, simbolo dei domenicani, Domini canes, che officiarono il tempio per lungo tempo.

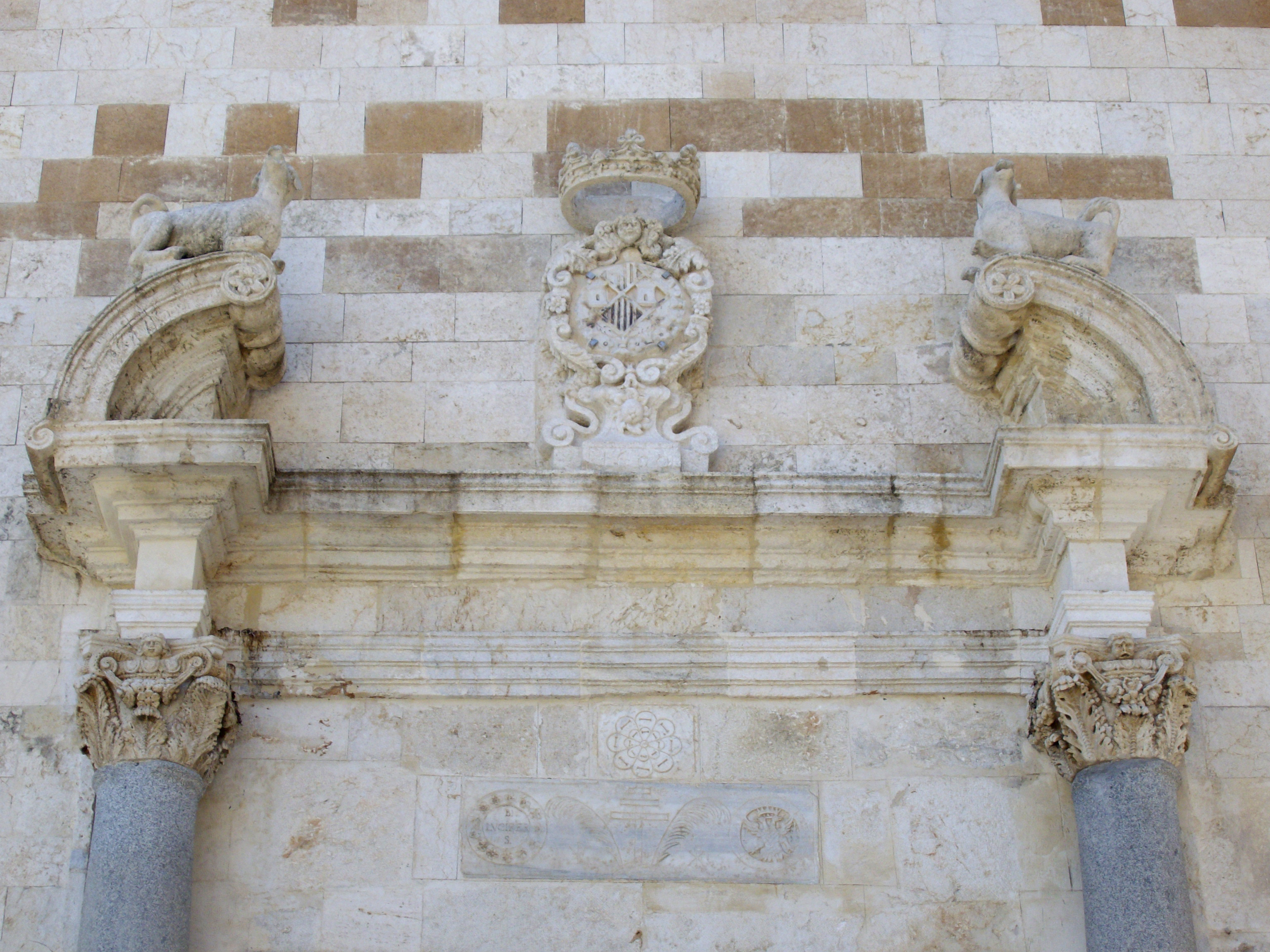
Particolare della facciata

L'interno presenta un'unica navata, scandita da paraste, con tre cappelle intercomunicanti per lato, transetto e abside rettangolare. L'imposta della volta a botte della navata e del transetto è percorsa da una trabeazione in stile classico, decorato a dentelli.
Il presbiterio, costruito sopra la cripta, è sopraelevato e cinto da una singolare balaustra lignea, retta da due leoni dello stesso materiale, posti ai lati della scalinata centrale d'accesso. I gradini della stessa scalinata sono decorati da azulejos. La parete di fondo dell'abside è dominata dalle canne dell'organo, costruito dalla casa "Tamburini" di Crema nel 1961 (tre tastiere e 27 registri).
Nel braccio destro del transetto è collocato l'imponente altare barocco in legno dorato, intitolato alla Madonna del Rimedio, patrona della parrocchia, dove è esposta una statua della Vergine, opera di Giuseppe Antonio Lonis. Nel transetto sinistro si trova la tomba di don Mosè Farci. La prima cappella laterale destra ospita, sotto la mensa dell'altare, una statua in marmo bianco, raffigurante san Lucifero giacente, rivestito dagli abiti pontificali, e una tela che raffigura lo stesso santo assiso in cattedra. Oltre a questo, la chiesa custodisce anche altri pregevoli dipinti, come Il martirio dei santi Lussorio, Cesello e Camerino e La Madonna col Bambino tra i santi Lucifero e Domenico e i cinque consiglieri della città, entrambi risalenti alla fine del XVII secolo, di autore anonimo e restaurati nel 2007.